# 希姆基球場
希姆基球場（俄语：Арена Химки）是位於俄羅斯莫斯科地區希姆基的一個球場，開幕於2008年，是希姆基足球俱樂部的球場。2009年開始，莫斯科迪納摩足球俱樂部開始以希姆基球場為主場球場。希姆基足球俱樂部從俄超聯賽降級之後改以羅迪納球場為主場，而莫斯科中央陸軍足球俱樂部也開始以希姆基球場為主場球場。

## 外部連結
- Official web （页面存档备份，存于）
- Stadium picture （页面存档备份，存于）

55°53′07″N 37°27′15″E / 55.8853°N 37.4542°E